# Charlie Pace
Charlie Pace egy fiktív szereplő a Lost című sorozatból.

## Életrajz
|  | Alább a cselekmény részletei következnek! |

### A repülőgép lezuhanása előtt
Charlie katolikus családban nevelkedett; tizenéves korában ministránsként szolgált egy templomban. Édesanyja korán felfigyelt zenei tehetségére, ezért egy karácsonykor megajándékozta őt egy zongorával. Anyjával ellentétben az édesapja ellenezte, hogy Charlie a zenei karriert válassza. Azt akarta, hogy bátyjával, Liammel együtt mészárosok legyenek, csakúgy mint ő. Ennek ellenére, próbált jó szülő lenni. Többek között, megtanította úszni Charlie-t.
Charlie felnőttkorára sem mondott le a zenélésről. Rengeteget gyakorolt, és utcai zenélésből tartotta el magát. Egyik alkalommal esőzés miatt kellett félbeszakítania előadását. A hazaúton, észrevett egy Nadia nevű nőt, akit épp ki akart rabolni egy férfi. Charlie odaszaladt hozzá, és elzavarta a rablót. Nadia köszönetet mondott neki a megmentéséért, és hősnek nevezte őt.
Charlie-nak szerencsére nem sokáig kellett utcai zenélésből élnie. Liammel együtt alakított egy Drive Shaft nevű punk-rock bandát. Charlie nem hitte, hogy a banda valaha is népszerű lesz, de amikor egy napon meg hallotta a rádióban a számukat, teljesen megváltozott a véleménye. Bár Liam volt az együttes frontembere, Charlie dolgozott a legtöbbet. Amellett, hogy basszusgitárosként játszott a bandában, az új számokat is ő szerezte. Ráadásul a sztársággal járó nyomás hatására a heroinra rászokó Liamet is ápolgatnia kellett. Liam viselkedése Charlie-ra is kihatással lett. Vallásával nem összeegyeztethetően többször is erkölcstelenül viselkedett, és ő is a heroin rabjává vált.
A Drive Shaft második finnországi turnéja idején, Charlie egy hotelban szállt meg két rajongó lánnyal. Liam felkereste őt, és neki ajándékoza DS feliratú gyűrűjét, ami családi örökség. Arra kérte Charlie-t, vigyázzon rá, és ha egyszer lesz gyermeke, adja oda neki.
Amikor megszületett Liam lánya, Megan, Charlie nagy nehezen rávette bátyját, hogy menjen be a feleségéhez a kórházba. Liam érdekében Charlie még hazudott is Karennek, a feleségnek arról, hogy miért nem vette a fáradságot Liam a meglátogatására.
Liam botrányos viselkedése miatt a Drive Shaft kezdte elveszíteni népszerűségét. A banda úgy próbált pénzt keresni, hogy a legsikeresebb számuk, a You All Everybody szövegét átírták, és egy pelenkareklámot csináltak belőle. A reklámforgatás azonban Liam miatt megbukott.
Charlie éjjel-nappal azon dolgozott, hogy kitaláljon valamit, ami újra népszerűvé tenné őket. Elkezdett írni egy dalt, ami Liamnek is tetszett, de végül nem lett belőle semmi. Liam ugyanis eladta Charlie zongoráját, és az árából repülőjegyet vett Ausztráliába, ahol felvetette magát egy rehabilitációs klinikára, hogy új életet kezdhessen. Liam távozásával a Drive Shaft megszűnt létezni.
Nem sokkal Liam elutazása után, Charlie drogdílere, Tommy, azt javasolta Charlie-nak, kerüljön közeli kapcsolatba egy bizonyos Lucy Heathertonnal, egy gazdag vállalattulajdonos lányával, és lopjon el tőle valami értékeset, ami fedezné az „anyag” árát. Charlie Tommy javaslata szerint cselekedett, de nagyon megkedvelte Lucyt és nem akarta átverni. Végül mégis kénytelen volt lopni tőle, és Lucy – észrevéve tettét – elhagyta.
Évekkel a Drive Shaft feloszlása után Charlie elutazott Liamhez – aki időközben kigyógyult, és boldogan élt feleségével és lányával – Sydneybe. Rá akarta venni, hogy jöjjön vissza a bandába. Liam elutasította Charlie ajánlatát, és megígérte neki, hogy segít leszokni a heroinról. Charlie megharagudott Liam-re, amiért tönkre tette az életét és a karrierjét. Úgy döntött, hazautazik, repülőjegyet vett az Oceanic 815-ös járatára.
A repülés előtti éjszakán Charlie lefeküdt egy Lily nevű nővel, aki azt hazudta, hogy nagy Drive Shaft-rajongó, hogy heroint szerezhessen Charlie-tól. Másnap reggel Charlie összeverekedett vele a maradék „anyagért”. A gyors küzdelem után Lily elhagyta a hotelszobát, és szánalmasnak nevezte Charlie-t.
A repülőgépen, a légiutas-kísérő, Cindy Chandler észrevette, hogy Charlie bedrogozott, és szólt a személyzet többi tagjának. Charlie elmenekült előlük, és bezárkózott a mosdóba. A megmaradt heroinját beledobta a WC-be. Ebben a pillanatban a gép elkezdett erősen rázkódni, ezért Charlie villámgyorsan keresett egy szabad ülést, és becsatolta magát.

### A szigeten

#### 1-44. nap (Első évad)
A lezuhanás éjszakáján, Charlie odaadja a terhes Claire-nek a pokrócát, mert tudja, hogy neki nagyobb szüksége van rá. Ezután beszélgetnek, jókedvre derítve egymást. Kapcsolatuk – ami később barátsággá, barátságból pedig szerelemmé alakul – ekkor veszi kezdetét. Charlie igazán segítőkésznek bizonyul társaival szemben. Mindent megtesz azért, hogy hasznosnak tartsák. Jackkel és Kate-tel együtt elmegy a pilótafülkéhez, de később kiderül, hogy nem a jó szándék vezérelte, hanem el akarta hozni a mosdóban elrejtett heroinját. Függősége a szigetre is elkíséri.
Locke tudomást szerez róla, hogy Charlie drogozik. Megpróbál segíteni neki a leszokásban, ezért a heroinért cserébe előkeríti neki elveszettnek hitt gitárját. Charlie később bánni kezdi a cserét. Elvonási tünetek jelentkeznek nála, és visszaköveteli Locke-tól az anyagot. Locke azt mondja, háromszor kérheti tőle a drogot, és harmadjára visszaadja. Charlie így is tesz. Amikor Jackre ráomlik a barlang, Charlie bemászik érti és kiementi. A túlélők gratulálnak neki, s ez megláttatja vele, hogy heroin nélkül is boldogulhat. Elkéri Locke-tól a drogot, majd beledobja a tűzbe.
Charlie elkényezteti Claire-t, és rábeszéli, vele együtt költözzön a barlangokhoz. Ez azonban nem bizonyul jó ötletnek. Ethan elrabolja Claire-t és Charlie-t, és Jack egy fára akasztva talál rá Charlie-ra. Nagy nehezen sikerül újraélesztenie őt. Miután Claire visszatér a táborba, Ethan rátámad Charlie-ra, és a túlélők meggyilkolásával fenyegetőzik, ha nem hozza vissza neki Claire-t. A túlélők kidolgoznak egy tervet Ethan foglyul ejtésére, de Charlie a bosszúvágytól vezérelve magához veszi Jack pisztolyát, és lelövi Ethan-t. Ez negatív hatással lesz Charlie lelki állapotára. Senkivel sem akar beszélni. Sayid kérdésére elmondja, hogy csöppnyi bűnbánatot sem érez tette miatt, mert ezzel a túlélőkön segített. Sayid elmondja, hogy ő is ölt már embert többször is, de ez azóta is kísérti őt álmaiban. Charlie végül rájön, hogy semmire sem megy azzal, ha magába zárkózik.
Miután megszületik Claire kisbabája, Aaron, Charlie sokszor vigyáz a kicsire, hogy Claire pihenni tudjon. Egy napon, Danielle elrabolja Aaront, ezért Charlie és Sayid üldözőbe veszik. Charlie útközben belelép egy csapdába, és szikladarabok hullanak a fejére. Szerencsére, nem sérül meg komolyabban. Rövid pihenőt tartanak a lezuhant kisrepülőgép roncsánál, és Sayid elmondja Charlie-nak, hogy a gép tele volt heroinnal megtöltött Szűz Mária szobrokkal. Miután Charlie visszaviszi Aaront Danielle-től a táborba, láthatjuk, hogy magával hozott egy szobrot.

#### 44-67. nap (Második évad)
A bunker kinyitásának híre kíváncsiságot vált ki Charlie-ból, azonban senki sem akarja elmondani neki, mit találtak benne. Végül, Locke az, aki beszél neki a számítógépről, és az élelmiszer készletről. Charlie odamegy Hurley-hez, aki az élelem kiosztásáért felelős, de nagyon megharagszik rá, amikor vonakodik teljesíteni kérését. Később megbocsát neki, amikor egy üveg mogyoróvajjal megy oda hozzá. Claire-nek nagy örömöt szerez vele.
Claire megtalálja Charlie-nál a Szűz Mária szobrot, de Charlie csak annyit mond róla, hogy a dzsungelben találta. Claire Ekótól megtudja az igazságot és nagyot csalódik Charlie-ban. Charlie elmegy Ekóval felkutatni az öccse holttestét, és együtt elégetik a kisrepülőgép roncsát. Miután visszatér a táborba, Charlie magyarázkódni próbál Claire-nek, de ő nem bocsát meg neki. Megtiltja, hogy az ő vagy a kisbabája közelébe jöjjön.
Charlie-t rémálmok sorozata kezdi gyötörni, ami azt hozza Charlie tudomására, hogy Aaron nagy veszélyben van. Charlie beszél erről Eko-nak, aki úgy véli, Aaront meg kell keresztelni. Charlie egy újabb rémálmából arra ébred fel, hogy a tengerparton ácsorog Aaron-nal a kezében. Valószínűleg alvajárt. Claire azt hiszi, valaki elrabolta a kisbabáját, és amikor rátalál Charlie-ra, pofonvágja, és visszaveszi Aaron-t. Aznap éjjel, Charlie tüzet csinál a táborban, és amíg mindenki az oltással van elfoglalva, elrabolja Aaron-t és elviszi a tengerhez, hogy megkeresztelje. A túlélők csakhamar rátalálnak, és Eko tudatja Charlie-val, hogy nem gyerekrablásra akarta felbátorítani. Locke alaposan összeveri Charlie-t, aki ezért bosszút forral ellene. Zsákot húz Sun fejére, és magával hurcolja a dzsungelbe, hogy elhitesse a túlélőkkel: a "Többiek" behatoltak a táborba. Ez is része a Sawyer-rel közösen kifőzött tervének, aminek során Sawyer ellopja az összes fegyvert és gyógyszert a bunkerből. Megkérdezi Charlie-tól, elhozza-e neki a Szűz Mária szobrokat, amiket Locke elvett tőle, de Charlie azt mondja, nem a drog megszerzése volt a célja. Azt akarta, hogy Locke megalázva érezze magát.
Charlie csatlakozik Sayidhoz és Ana Luciához, amikor Henry Gale léghajóját indulnak megkeresni. Később, segít Ekónak templomot építeni. Mikor Eko rájön, hogy fontosabb dolga is van ennél, Charlie egyedül próbálja befejezni a templomot, több-kevesebb sikerrel. Helyre akarja hozni Claire-rel való megromlott kapcsolatát, ezért odaadja neki a bunkerben talált vakcinákat.
Amikor lehetősége nyílik rá, hogy újra heroint használjon, Charlie nem él vele. Végleg lejött a drogról, ezért megfogja az összes szobrot, és belehajítja az óceánba. Locke elégedetten figyeli őt a parton.
Charlie segít Ekónak visszatérni a bunkerbe, miután Locke és Desmond kizárták őt. Megpróbálja lebeszélni őt arról, hogy dinamitot használjon zárt helyiségben, de nem sikerül meggyőznie. Miután a dinamit felrobban, Charlie-nak zúgni kezd a feje a nagy robajtól. Eközben, Locke miatt rendszerhiba lép fel a számítógépben, és az elektromágnes teljesen megvadul. Minden fémes tárgyat magához vonz, és Charlie alig győzi kikerülni a felé zúduló villákat, súlyzókat. Eko nélkül tér vissza a táborba, és amikor Claire megtudja, milyen hősiesen viselkedett, megbocsát neki.

#### 69-93. nap (Harmadik évad)
Charlie hallása a bunkerben történt incidens másnapjára teljesen helyreáll. Amikor Locke visszatér a táborba, megkéri Charlie-t, hogy őrködjön a sátránál, amíg „beszél a szigettel”. Később, Locke-kal együtt elmegy megmenteni Eko-t.
Desmond megpróbálja rábeszélni Claire-t, hogy költözzön el a sátrából, mert életveszélyes, de Charlie szerint nincs vele semmi gon. Később bebizonyosodik, hogy Desmond-nak igaza volt, amikor Egy villámhárítóval védi meg Aaront, Charlie-t, és Claire-t a sátorba csapó villámtól.
Charlie Desmond segítségével kimenti a fuldokló Claire-t a tengerből. Nem érti, Desmond hogy látta meg előre, hogy ez fog történni. Hurley-vel együtt kezdik azt gondolni, hogy Desmond képes belelátni a jövőbe. Az igazság kiderítése érdekében leitatják őt, de csak azt érik el, hogy Desmond rátámad Charlie-ra. Desmond később bevallja Charlie-nak, hogy a bunker felrobbanása óta a közeljövőben lejátszódó események játszódnak le előtte, melyekben az a közös, hogy mindegyik Charlie halálával végződik. Charlie-t sokkolja a hír, hogy bármikor meghalhat. Depresszió lesz úrrá rajta. Hurley azzal vidítja fel, hogy elhívja kipróbálni a DHARMA furgont.
Charlie meglepetés piknikkel lepi meg Claire-t, de Desmond félbeszakítja meghitt együttlétüket, és vadászni hívja Charlie-t. Ismét volt egy „villanása”, és most próbálja úgy alakítani Charlie napját, hogy ne a látottak szerint végződjön. Claire később megkéri Charlie-t, hogy segítsen neki a madárfogásban, de Charlie szerint Claire terve teljesen hiábavaló. Claire megtudja Desmondtól, mitől ilyen rossz a hangulata Charlie-nak, és bátorságot önt belé. Végül, közösen fogják el és engedik szabadon a madarat, lábán egy segélykérő üzenettel. Másnap, Charlie tudomást szerez Paulo és Nikki rejtélyes „haláláról”. Az események sűrűjében, bevallja Sunnak, hogy annak idején ő rabolta el a dzsungelben. Bocsánatot kér emiatt. Hurley-vel együtt eltemeti a két halott túlélőt, nem tudva, hogy csupán paralízis állapotában vannak.
Claire-t váratlan rosszullét gyötri, ezért Charlie gondoskodik Aaronról, amíg felépül. Később, Desmond rábeszéli őt, hogy jöjjön el vele, Hurley-vel, és Jinnel táborozni. Aznap éjjel, miközben Desmond szerelméről, Penny-ről beszélgetnek, egy helikoptert látnak belezuhanni a tengerbe. Másnap elindulnak megkeresni a katapultált ejtőernyőst. Charlie belelép Danielle Rousseau egyik csapdájába, és majdnem keresztülfúródik rajta egy nyíl, de Desmond megmenti. Mérges lesz Desmond-ra, mert tudja, hogy előre látta ennek megtörténését, mégis magával hozta az útra. Miután megtalálják az ejtőernyőst, Naomit, leszedik a fáról, amin fennakadt.
Miközben Charlie a társaival együtt Naomi életéért küzd, felbukkan Mikhail. Charlie ellenzi a legjobban, hogy a segítségét kérjék Naomi megmentésében, és hogy később szabadon engedjék. Miután elviszik Naomit a táborba, Charlie nyomban ételt visz neki. Miután Jack tudomást szerez Naomi-ról, elvezeti Charlie-t és a többi túlélőt a dzsungelbe, ahol beszámol a tervéről, és megmutatja, hogy fogja felrobbantani a "Többiek"-et. Visszatérve a tengerpartra, Desmond elmondja Charlie-nak, hogy ismét volt egy "villanása", amiben Claire-nek sikerült megmenekülni a szigetről. Ez azonban Charlie halála árán valósulhatott meg. Charlie-nak ezúttal meg kell halnia.
Charlie otthagyja Aaron bölcsőjében a DS feliratú gyűrűjét, majd elbúcsúzik Hurley-től és Aarontól. Ezt követően, Claire nagyfokú aggodalma ellenére Desmonddal együtt elindul a víz alatti Tükör állomásra, hogy beteljesítse a végzetét. Útközben, odaadja Desmondnak a listát, amire élete legnagyobb sikereit sorolta fel. Arra kéri, juttassa el Claire-nek. Desmond nem akarja Charlie halálát, ezért ő akar lemenni az állomásra helyette. Charlie azonban leüti őt, majd lemerül a víz alá. Sikerül bejutnia az állomásba, de öröme nem sokáig tart, mert két nő szalad oda hozzá, fegyverrel a kezükben. Hozzákötözik egy székhez, és vallatni kezdik. Amikor Desmond és Mikhail is megérkezik, káosz lesz úrrá az állomáson. Végül, Desmond kiszabadítja Charlie-t, aki bemegy a vezérlőterembe, és kikapcsolja az adásaikat zavaró jelet. Már épp indulna, amikor egy bejövő jelet vesz észre. Sikerül felvennie a kapcsolatot Penny Widmore-ral, ám nem sokáig beszélhet vele, mert Mikhail egy gránáttal berobbantja az ablakot, és víz áramlik be a terembe. Desmond meg akarja menteni őt, de Charlie kizárja a teremből. Egy üzenetet ír a tenyerére, hogy informálja Desmondot arról, hogy a hajó nem Penny-é. Charlie abban a tudatban hal meg, hogy halálával másokon segíthet. Keresztet hint maga előtt, majd megfullad.
|  | Itt a vége a cselekmény részletezésének! |

## Halál
Még mielőtt Desmond előre meglátta volna, mi fog történni Charlie-val, Charlie többször is olyan helyzetekbe került, hogy kis híján meghalt. Beleértve:
- Túlélte a repülőgép-szerencsétlenséget.
- Elmenekült a "Szörny" elől a dzsungelben.
- Megúszta a méhek támadását, amikor belelépett egy méhkasba.
- Túlélte a barlang ráomlását.
- Mikor Ethan elrabolta, és egy fára akasztotta, Jack-nek sikerült őt újjáéleszteni.
- Majdnem lezuhant a fahídról.
- Rousseau majdnem lelőtte.
- Túlélte a Rousseau csapdája által szerzett sérülést.
- A "Szörny" nem támadt rá, amikor Eko-val a dzsungelben volt.
- Nem sérült meg, amikor Eko dinamitot robbantott a bunkerben.
- Kimenekült a bunkerből, még mielőtt berobbant.

Desmond-nak köszönhetően megúszott halálok:
- Desmond épített egy villámhárítót, így a villám nem Claire sátrába csapott be, megölve Charlie-t.
- Mikor Claire a vízben fuldoklott, Desmond gyorsan kihozta a partra, még mielőtt Charlie utánaúszott és megfulladt volna.
- Desmond megakadályozta, hogy Charlie lezuhanjon egy szikláról a madárfogás közben.
- Desmond félrelökte, mielőtt Rousseau csapdájának nyila átfúródhatott volna rajta.

## Kapcsolat más karakterekkel
- Charlie megmentette Nadia-t (Sayid szerelme) egy tolvajtól.
- Charlie ugyanabban a hotelben szállt meg, amelyikben Hurley, Michael, és Walt.

## Megválaszolatlan kérdések
- Miért ott zuhant le Charlie, ahol a géptörzsben ülő túlélők, ha a katasztrófa előtt a gép elejében volt? (Válasz: mert a hátsó wc-be ment bevenni a heroint, de rázkódni kezdett a gép, és a leghátsó ülések egyikére leült...)
- Eljutnak valaha Claire-hez Charlie "hagyatékai", a levél és a gyűrű?

## Drive Shaft
A Drive Shaft nevű együttes elsősorban Charlie visszaemlékezései során jelenik meg, mint életének egyik fontos állomása. Ugyan a történet szerint a banda nem lett különösebben híres, a túlélők közül mégis jó néhányan ismerik. A zenekar Locke egyik kedvence; munkásságukat a többiek kevésbé értékelik. Hurley visszaemlékezéseiben néhány alkalommal pocskondiázza őket. Egy Charlieval közös sétája alkalmával Kate pedig beszámol róla, hogy az egyik barátnője nagy rajongója volt a csapatnak.

### A zenekar
A négytagú zenekar magját Charlie és Liam Pace testvérpárosa adja, előbbi a basszusgitáros, utóbbi a frontember. A másik két tag kilétére nem derül fény. A dalszövegíró Charlie. Liam nagyobb elismertsége irigységet, koncertek alkalmával improvizálásai pedig féltékenységet keltenek öccsében. Liam önpusztító életvitele az eredetileg hívő Charliera is ráragad: heroinfüggő lesz.
A Drive Shaft a „You All Everybody” avagy a „Hé, ti mindnyájan!” című számmal futott be; azonos nevű albumuk aranylemez lett. Később ennek a számnak paródiájaként készült egy pelenkareklám „You All Every Butties” név alatt. Második kiadásuk, az „Oil Change” kevésbé lett népszerű, ami Locke szerint annak tudható be, hogy az kevésbé sikerült ütősre. Bár a harmadik album kiadásának voltak előkészületei (Charlie elkezdte írni a számokat), Liam Ausztráliába utazott, ott letelepedett, s ezzel az együttes feloszlott.
Hosszas tengődés után Charlie testvére felkutatására indul Sydneybe, hogy – mint egykori frontembert, aki nélkül a banda nem létezhet – rávegye a folytatásra, azonban nem jár sikerrel. (Liam időközben családot alapított.) Charlie visszaútban Los Angelesbe a 815-ös járatra kapott jegyet.
Az utánuk helikopter-balesetben a szigetre érkezett Naomi elmondása szerint a 815-ös járat katasztrófája után a banda újra összeállt, és – a halottnak hitt Charlie tiszteletére – „Greatest Hits” néven új albumot adtak ki.
|  | Itt a vége a cselekmény részletezésének! |

### Érdekességek
Egyes Lost-rajongók szerint a Drive Shaft utalás lehet az Oasis nevű együttesre, mivel:
- mindkét banda énekese Liam;
- mindkét banda manchesteri;
- mindkettőben van testvérpár (Charlie és Liam Pace / Noel és Liam Gallagher); és
- az egyesült államokbeli ismertségük hasonlóságot mutat.[2][3]
- az egyik epizódban Charlie mint utcazenész az Oasis Wonderwall című dalát adja elő.

A „You All Everybody” felhangzik az Alias egyik epizódjában is. (Az Alias szintén J. J. Abrams produkciója.)